# Drummondia pursellii
Drummondia pursellii är en bladmossart som beskrevs av Dale Hadley Vitt och H. Crum 1968. Drummondia pursellii ingår i släktet Drummondia och familjen Orthotrichaceae. Inga underarter finns listade i Catalogue of Life.